# André Winkhold
André Winkhold (* 4. März 1962 in Aachen) ist ein ehemaliger deutscher Fußballspieler.

## Leben und Werk
Winkhold bestritt zwischen 1985 und 1990 insgesamt 128 Spiele für Borussia Mönchengladbach in der ersten Fußball-Bundesliga im Mittelfeld und in der Abwehr. Zwischen 1990 und 1993 spielte er für Hertha BSC sowie von 1993 bis 1997 für Fortuna Düsseldorf in der ersten und zweiten Bundesliga. Anschließend wechselte er zum damaligen Regionalligisten Alemannia Aachen. Nach seiner aktiven Karriere übernahm er nach dem plötzlichen Tod von Werner Fuchs vorübergehend den Trainerposten und feierte beim entscheidenden Sieg in Erkenschwick den Aufstieg in die 2. Bundesliga.
Seit dem Jahr 2000 ist André Winkhold Mitglied der Weisweiler-Elf, einer Mannschaft ehemaliger Spieler von Borussia Mönchengladbach.
In Aachen-Brand betrieb Winkhold ein Sportgeschäft. Er ist verheiratet und Vater von 3 Kindern.